# Konstantinovo (distrikt i Bulgarien, Burgas)
Konstantinovo (bulgariska: Константиново) är ett distrikt i Bulgarien.   Det ligger i kommunen Obsjtina Kameno och regionen Burgas, i den östra delen av landet, 300 km öster om huvudstaden Sofia. Konstantinovo ligger vid sjön Mandra.
I omgivningarna runt Konstantinovo växer i huvudsak lövfällande lövskog. Runt Konstantinovo är det ganska glesbefolkat, med 24 invånare per kvadratkilometer.